# グスタフ・アドルフ・フォン・ゲッツェン
グスタフ・アドルフ・フォン・ゲッツェン（ドイツ語: Gustav Adolf von Götzen, 1866年5月12日 - 1910年12月2日）は、ドイツの探検家、ドイツ領東アフリカ総督。ルワンダに到達した最初のヨーロッパ人で、現タンザニアで起こったマジ・マジ反乱を鎮圧、統制する。

## 略史
- 1884 - 1887年、パリ大学、ベルリン大学、キール大学で法学を学ぶ
- 1887年、軍隊（2nd Garde-Ulanen regiment）中尉就任
- 1890 - 1891年、駐屯していたローマから、キリマンジャロへ狩猟探検へ出立
- 1892年、アナトリア半島へ旅行

- 1885年以降、カール・ペータース（Karl Peters）はドイツによる東アフリカ地域の占領を提言。タンガニーカ沿岸地域が容易に占領出来ると考えられていたのに対し、ベルギー領コンゴに至るまでの内陸部の調査は少なかった為にゴッツェンはゲオルク・フォン・プリットヴィッツ、ハルマン・ケルスティングと共に内地へ探検を行う。
- 1893年12月21日、一行はパンガニ（現タンザニア沿岸部）から出立、マサイ地域を経て、1894年5月2日にカゲラ川のルスモ滝に到着。ニャンザのムワミ（Mwami、王）と謁見、キブ湖へと進む。

- ヴィルンガ山地、コンゴのジャングルを越えた後の、9月21日コンゴ川を川下へ進み、11月29日大西洋に到達。
- 1895年1月、ゲッツェンはドイツへ帰国。

- 1901年、ドイツ領東アフリカ総督着任
- 1905年、植民地の半分に広がったマジ・マジ反乱を鎮圧。死者数は、ゲッツェン編纂の公式データ：ヨーロッパ人 15人、アフリカ人兵士 389人。
- 1906年、病気のために総督を辞職
- 1908年、プロイセン使節としてハンブルクに着任
- 1910年12月2日、死去

## 著書
- Durch Afrika von Ost nach West. Berlin (1895年)
- Deutsch-Ostafrika im Aufstand 1905/06. Berlin (1909年)